# Rue Ledru-Rollin
La rue Ledru-Rollin est un axe de communication de Fontenay-aux-Roses dans les Hauts-de-Seine.

## Situation et accès

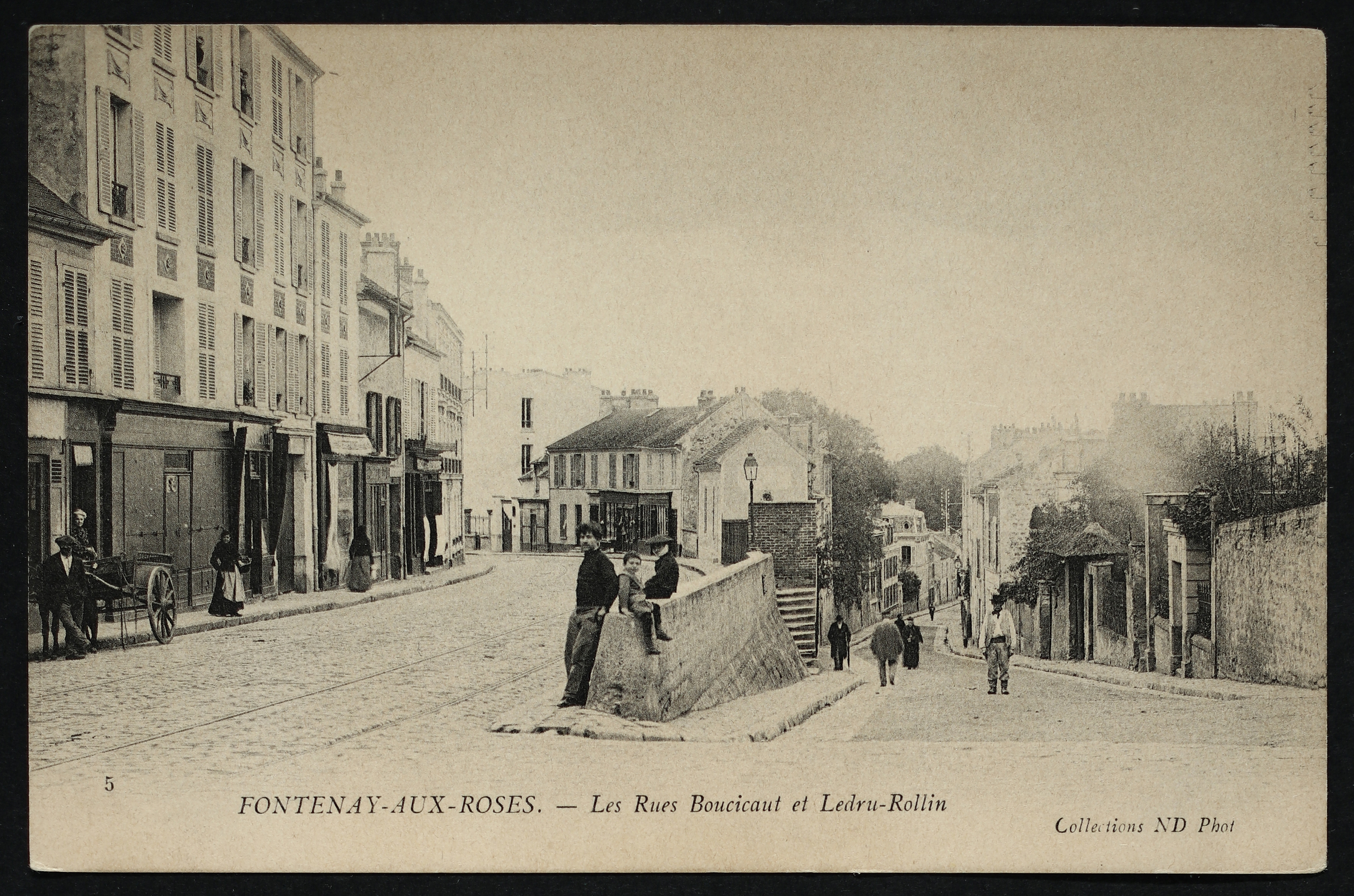
Les rues Boucicaut et Ledru-Rollin.

Cette rue en forte pente, orientée du nord au sud, commence son tracé au carrefour de l'avenue du Général-Leclerc et de la rue Boucicaut, appelé place de la Cavée. Elle se termine place Carnot (elle aussi autrefois appelée place de la Cavée) dans l'axe de la rue d'Estienne-d'Orves.

## Origine du nom

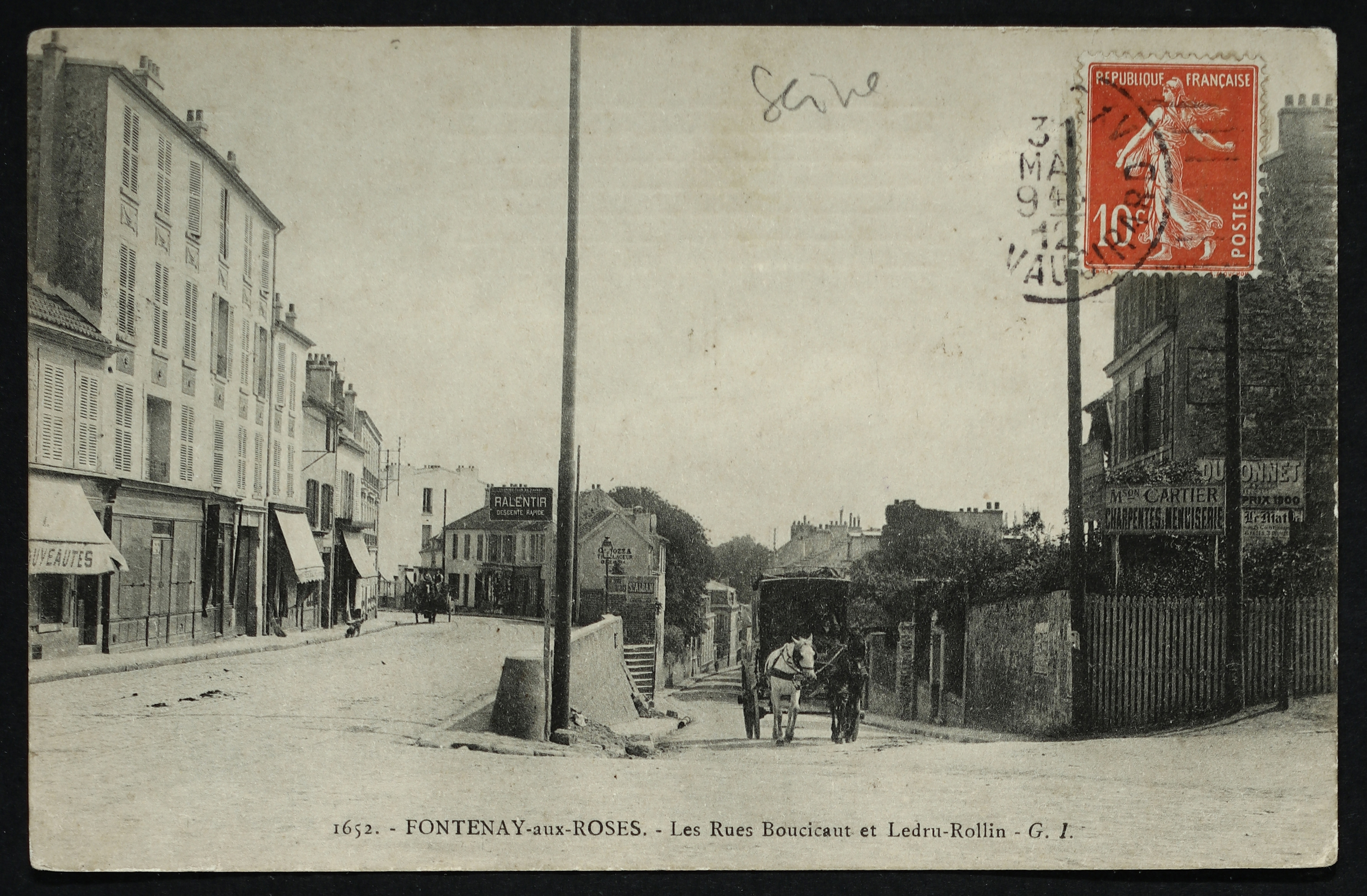
Croisement des rues Boucicaut et Ledru-Rollin, vers 1900.

Cette rue a été nommée en hommage à l'avocat et homme politique français Alexandre Ledru-Rollin (1807-1874), mort dans cette ville.
Le Conseil Municipal décida tout d'abord, par délibération du 18 mai 1855, de donner son nom à la partie de la Grande-Rue (aujourd'hui la rue Boucicaut), comprise entre la rue de Bagneux (aujourd'hui rue Marx-Dormoy) et l'avenue de Sceaux, mais cette délibération ne fut pas ratifiée par l'autorité supérieure[Qui ?].

## Historique

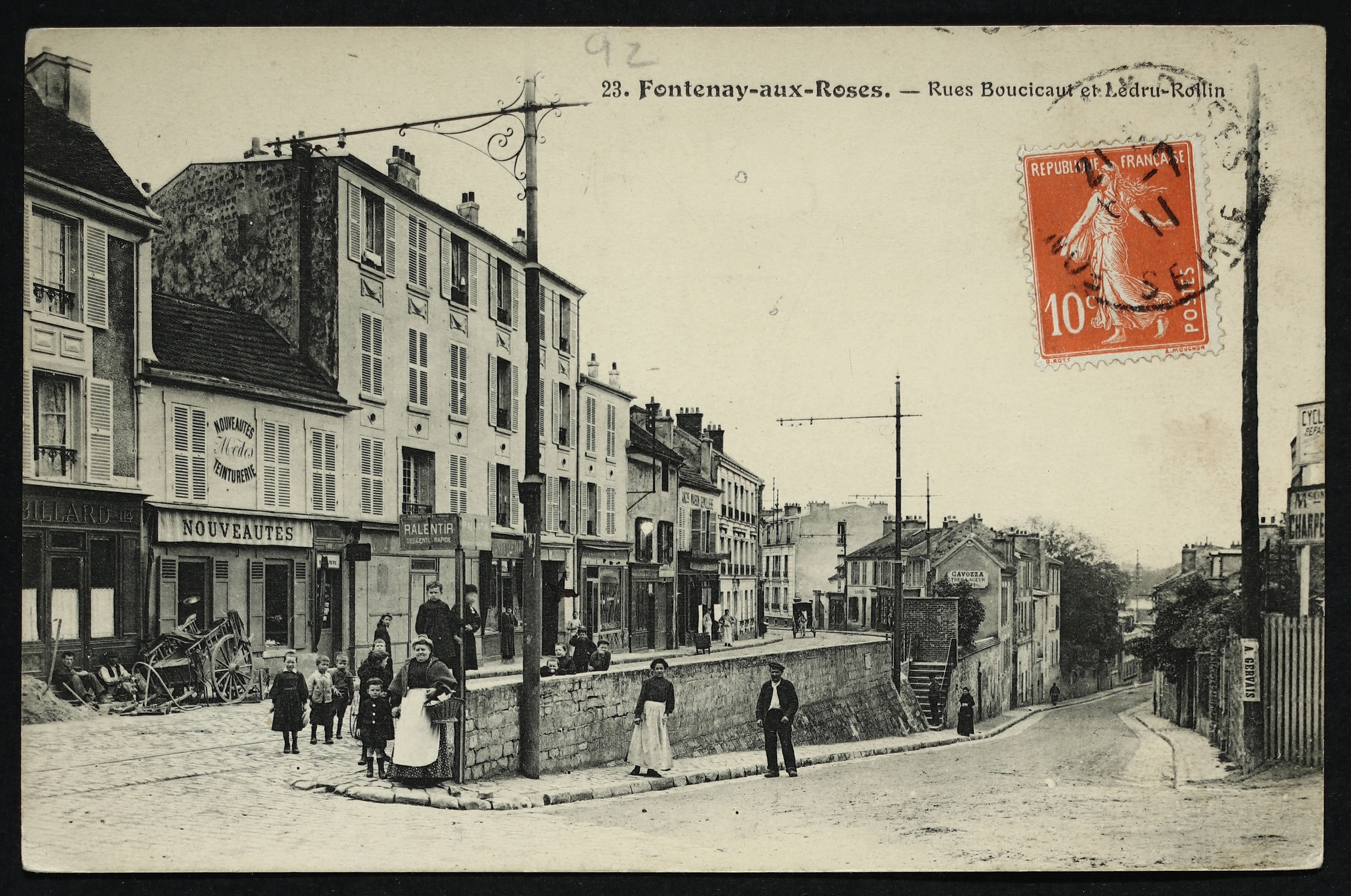
Carte postale des rues Boucicaut et Ledru-Rollin, au lieu-dit la Cavée.

La rue Ledru-Rollin et la rue d'Estinne-d'Orves dans son prolongement, s'appelaient autrefois rue de la Cavée,.
La Cavée est à cet endroit une dépression de terrain prolongée par la Fosse Bazin.
Avant de prendre son nom actuel, elle reçut le 30 novembre 1890 le nom de rue du Val-Content, odonyme par la suite donné à une rue voisine.

## Bâtiments remarquables et lieux de mémoire
- L'été 1911, l'écrivain Paul Léautaud a habité au no 19 de cette rue[7], dans un appartement dont l'immeuble est aujourd'hui détruit[8],[9].